# Departament de Yoro
El departament de Yoro és un dels 18 departaments en què es divideix Hondures. Limita amb 6 departaments: Al nord amb el departament d'Atlántida, al sud amb els departaments de Comayagua i Francisco Morazán, a l'est amb els d'Olancho i Colón i a l'oest amb el departament de Cortés.

## Història
Una vegada declarat l'Estat d'Hondures i sent el seu primer Cap Suprem d'Estat el Llicenciat Dionisio de Herrera, el territori hondureny es va dividir per primera vegada segons la Constitució de 1825; Per la qual cosa apareix reconegut i creat el departament de Yoro. Al seu territori encara s'hi troben amerindis tolupans que parlaven llengües jicaque.

## Municipis
1. Yoro (Yoro)
2. Arenal (Yoro)
3. El Negrito (Yoro),
4. El Progreso (Yoro)
5. Jocon (Yoro)
6. Morazan
7. Olanchito
8. Santa Rita (Yoro)
9. Sulaco (Yoro)
10. Victoria (Yoro)
11. Yorito (Yoro)

## Economia
L'economia de Yoro està basada en activitats agrícoles, ramaderes i industrials desenvolupats sota l'ègida de la bifurcació de l'economia d'enclavament promoguda per les companyies fruiteres de capital nord-americà. El cacau, la canya de sucre, blat de moro, fesols, bestiar boví, i la banana són alguns dels productes que sostenen l'economia de Yoro.